# Дом с аптекой (Зервана)
Дом с аптекой (пол. Dom z apteką) — архитектурный памятник, здание, находящееся в Польше в населённом пункте Зервана, гмина Михаловице Краковского повята Малопольского воеводства. Охраняемый памятник Малопольского воеводства.

## История
Здание было построено в 1917 году аптекарем Максимилианом Яжембинским. В здании располагалась с самого начала аптека и жилые помещения. Кирпичный отштукатуренный дом построено в прямоугольной форме в стиле позднего историзма. В углу здания с восточной стороны находятся двухпролётные колонный с полукруглыми арками. Единственная травея частично ограничен закрытыми балясинами. В 2000 году к зданию со стороны сада было добавлено крыльцо и строение в виде алькежа.
В саду находится небольшая каменная часовня в шестиугольной проекции. Оригинальная часовня имела ажурные стены с колоннами по углам. Позднее ажурная стена была замурована с пяти сторон. От оригинальной архитектуры до настоящего времени сохранились только овальные отверстия в стенах. В часовне находится статуя святого Яна Непомуцена, датируемая 1774 годом.
30 июня 1996 года Дом с аптекой был внесён в реестр памятников культуры Малопольского воеводства (№ A-727).
В настоящее время здание по-прежнему используется как жилое помещение. В аптеке находится небольшая экспозиция, представляющая аптечные приборы и мебель.

## Галерея

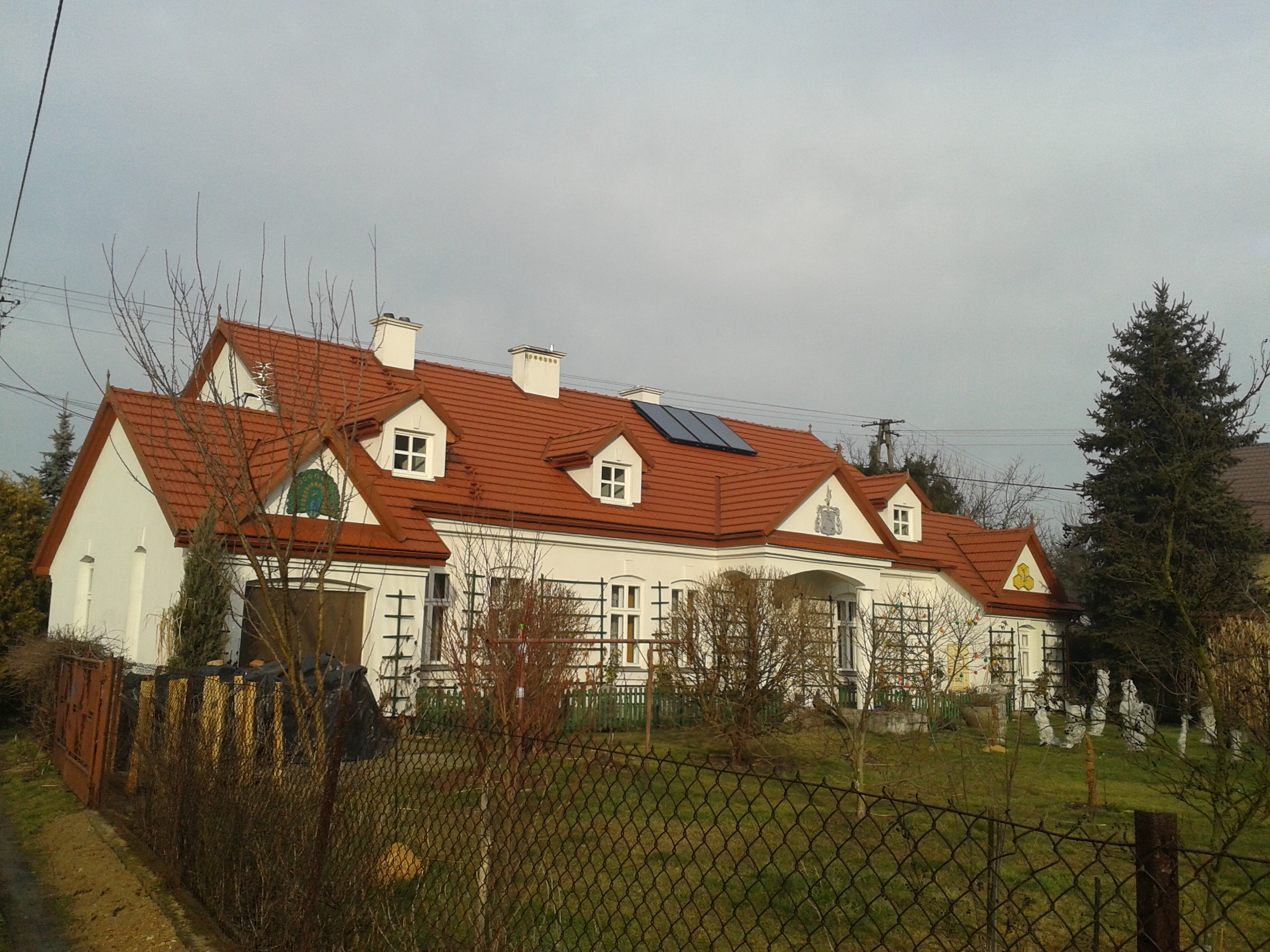
Вид со двора
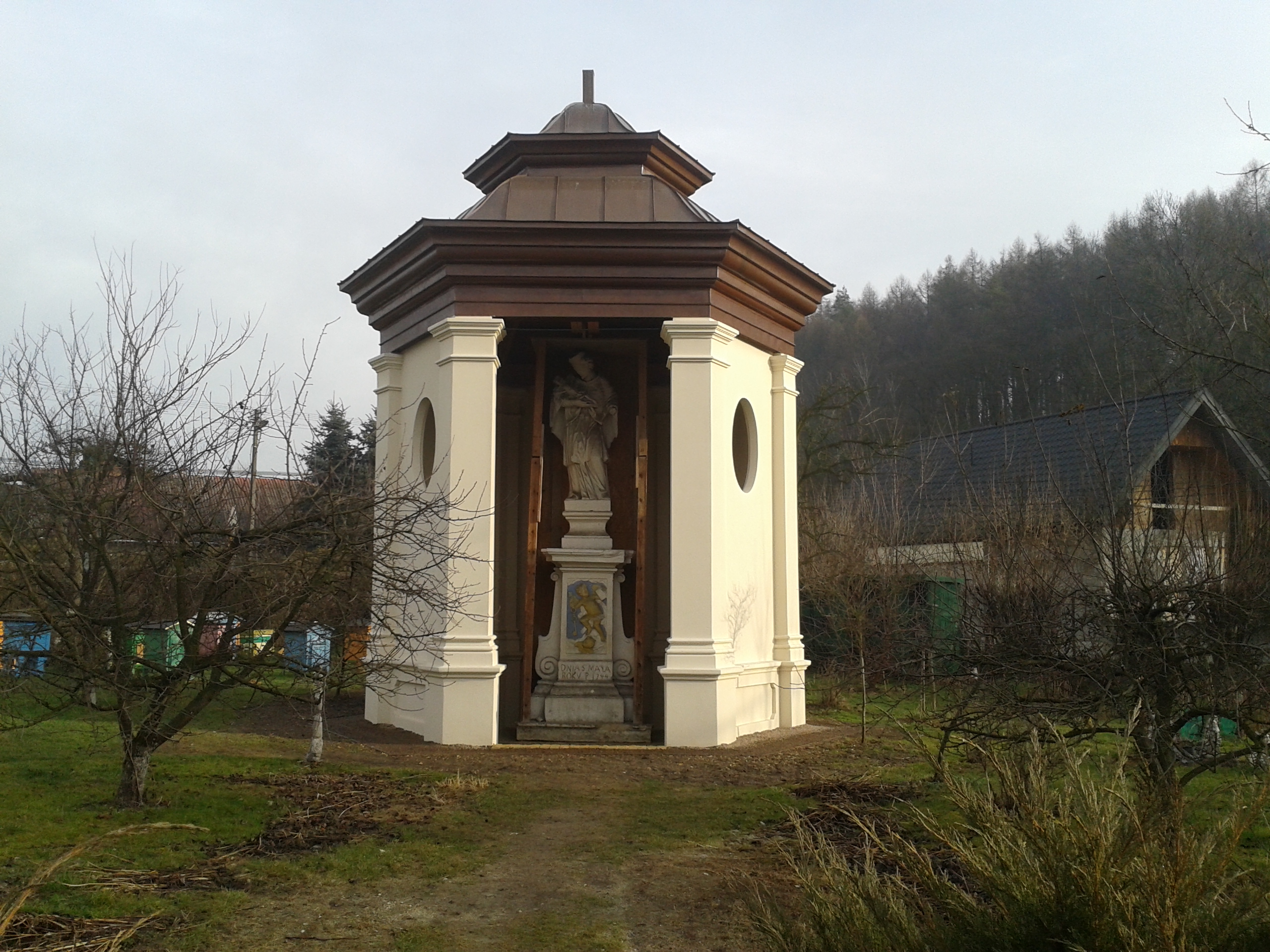
Часовня со статуей	 святого Яна Непомуцена

## Источник
- Joanna Czaj-Waluś Zabytki architektury i budownictwa w Polsce. Kraków, Krajowy Ośrodek Badań i Dokumentacji Zabytków, 2007, ISBN 83-922906-8-2